# Grindleton
Grindleton är en ort och civil parish i Storbritannien.   Den ligger i grevskapet Lancashire och riksdelen England, i den centrala delen av landet, 300 km nordväst om huvudstaden London. Grindleton ligger 106 meter över havet och antalet invånare är 723.
Terrängen runt Grindleton är kuperad åt sydväst, men åt nordost är den platt.Runt Grindleton är det ganska tätbefolkat, med 93 invånare per kvadratkilometer. Närmaste större samhälle är Blackburn, 18,8 km söder om Grindleton. Trakten runt Grindleton består i huvudsak av gräsmarker.